# Saketh Myneni
Saketh Myneni (* 19. Oktober 1987 in Vuyyuru) ist ein indischer Tennisspieler.

## Karriere
Saketh Myneni spielt hauptsächlich auf der ATP Challenger Tour und der ITF Future Tour. Er feierte bislang acht Einzel- und neun Doppelsiege auf der Future Tour. Auf der Challenger Tour gewann er bis jetzt zwei Einzel- und 20 Doppelturniere.
Saketh Myneni spielt seit 2014 für die indische Davis-Cup-Mannschaft. Für diese trat er in einer Begegnung an, wobei er im Einzel eine Bilanz von 1:0 und eine Doppelbilanz von 1:0 aufzuweisen hat.

## Erfolge
| Legende (Anzahl der Siege)  |
| Grand Slam                  |
| ATP World Tour Finals       |
| ATP World Tour Masters 1000 |
| ATP World Tour 500          |
| ATP World Tour 250          |
| ATP Challenger Tour (22)    |

### Einzel

#### Turniersiege
| Nr. | Datum            | Turnier           | Belag     | Finalgegner          | Ergebnis       |
| --- | ---------------- | ----------------- | --------- | -------------------- | -------------- |
| 1.  | 19. Oktober 2014 | Indore            | Hartplatz | Alexander Nedowessow | 6:3, 6:74, 6:3 |
| 2.  | 18. Oktober 2015 | Ho-Chi-Minh-Stadt | Hartplatz | Jordan Thompson      | 7:5, 6:3       |

### Doppel

#### Turniersiege
| Nr. | Datum              | Turnier           | Belag     | Partner                   | Finalgegner                                         | Ergebnis           |
| --- | ------------------ | ----------------- | --------- | ------------------------- | --------------------------------------------------- | ------------------ |
| 1.  | 14. Februar 2014   | Kalkutta          | Hartplatz | Sanam Singh               | Divij Sharan Vishnu Vardhan                         | 6:3, 3:6, [10:4]   |
| 2.  | 22. Februar 2014   | Neu-Delhi         | Hartplatz | Sanam Singh               | Sanchai Ratiwatana Sonchat Ratiwatana               | 7:65, 6:4          |
| 3.  | 24. Oktober 2014   | Pune              | Hartplatz | Sanam Singh               | Sanchai Ratiwatana Sonchat Ratiwatana               | 6:3, 6:2           |
| 4.  | 26. September 2015 | Izmir             | Hartplatz | Divij Sharan              | Malek Jaziri Denys Moltschanow                      | 7:65, 4:6 Aufgabe  |
| 5.  | 24. Oktober 2015   | Bangalore (1)     | Hartplatz | Sanam Singh               | John Paul Fruttero N. Vijay Sundar Prashanth        | 5:7, 6:4, [10:2]   |
| 6.  | 24. April 2016     | Nanjing           | Sand      | Jeevan Nedunchezhiyan     | Denys Moltschanow Alexander Nedowessow              | 6:3, 6:3           |
| 7.  | 29. Oktober 2017   | Ho-Chi-Minh-Stadt | Hartplatz | N. Vijay Sundar Prashanth | Ben McLachlan Gō Soeda                              | 7:63, 7:65         |
| 8.  | 3. August 2019     | Chengdu           | Hartplatz | Arjun Kadhe               | Nam Ji-sung Song Min-kyu                            | 6:3, 0:6, [10:6]   |
| 9.  | 12. Februar 2022   | Bangalore (2)     | Hartplatz | Ramkumar Ramanathan       | Hugo Grenier Alexandre Müller                       | 6:3, 6:2           |
| 10. | 9. April 2022      | Salinas           | Hartplatz | Yuki Bhambri              | JC Aragone Roberto Quiroz                           | 4:6, 6:3, [10:7]   |
| 11. | 3. Juni 2022       | Prostějov         | Sand      | Yuki Bhambri              | Roman Jebavý Andrej Martin                          | 6:3, 7:5           |
| 12. | 9. Juli 2022       | Porto             | Hartplatz | Yuki Bhambri              | Nuno Borges Francisco Cabral                        | 6:4, 3:6, [10:6]   |
| 13. | 6. August 2022     | Lexington         | Hartplatz | Yuki Bhambri              | Gijs Brouwer Aidan McHugh                           | 3:6, 6:4, [10:8]   |
| 14. | 3. September 2022  | Mallorca          | Hartplatz | Yuki Bhambri              | Marek Gengel Lukáš Rosol                            | 6:2, 6:2           |
| 15. | 14. Januar 2023    | Nonthaburi        | Hartplatz | Yuki Bhambri              | Christopher Rungkat Akira Santillan                 | 2:6, 7:67, [14:12] |
| 16. | 1. April 2023      | Girona            | Sand      | Yuki Bhambri              | Íñigo Cervantes Oriol Roca Batalla                  | 6:4, 6:4           |
| 17. | 10. Februar 2024   | Chennai           | Hartplatz | Ramkumar Ramanathan       | Rithvik Choudary Bollipalli Niki Kaliyanda Poonacha | 3:6, 6:3, [10:5]   |
| 18. | 17. Februar 2024   | Bangalore (3)     | Hartplatz | Ramkumar Ramanathan       | Constantin Bittoun Kouzmine Maxime Janvier          | 6:3, 6:4           |
| 19. | 2. November 2024   | Seoul             | Hartplatz | Ramkumar Ramanathan       | Vasil Kirkov Bart Stevens                           | 6:4, 4:6, [10:3]   |
| 20. | 23. November 2024  | Yokohama          | Hartplatz | Benjamin Hassan           | Blake Bayldon Calum Puttergill                      | 6:2, 6:4           |